# ایرول
ایرول (به ایتالیایی: Airole) یک سکونتگاه مسکونی در ایتالیا است که در استان ایمپریا واقع شده‌است.

## خصوصیات
ایرول ۱۴٫۸ کیلومترمربع مساحت و ۴۶۱ نفر جمعیت دارد و ۱۴۹ متر بالاتر از سطح دریا واقع شده‌است.